# Adin B. Capron
Adin Ballou Capron, född 9 januari 1841 i Mendon i Massachusetts, död 17 mars 1911 i Providence County i Rhode Island, var en amerikansk politiker (republikan). Han var ledamot av USA:s representanthus 1897–1911.
Capron efterträdde 1897 Warren O. Arnold i representanthuset och efterträddes 1911 av George H. Utter.
Capron är begravd på Swan Point Cemetery i Providence.